# Třebešov
Třebešov település Csehországban, Rychnov nad Kněžnou-i járásban. Třebešov Hřibiny-Ledská, Libel, Rychnov nad Kněžnou, Černíkovice és Lično településekkel határos. Lakosainak száma 314 fő (2024. január 1.).

## Népesség
A település lakosságának változását az alábbi diagram mutatja:
| Lakosok száma | 276  | 326  | 336  | 312  | 231  | 268  | 267  | 280  | 289  | 314  |
|               | 1869 | 1900 | 1921 | 1961 | 1980 | 2011 | 2016 | 2019 | 2021 | 2024 |